# 254 Augusta
Augusta /ɒˈɡʌstə/ (định danh hành tinh vi hình: 254 Augusta) là một tiểu hành tinh ở vành đai chính. Ngày 31 tháng 3 năm 1886, nhà thiên văn học người Áo Johann Palisa phát hiện tiểu hành tinh Augusta khi ông thực hiện quan sát tại Đài quan sát Vienna, Áo và đặt tên nó theo tên nhà văn người Đức gốc Áo Auguste von Littrow, góa phụ của nhà thiên văn học Carl Ludwig von Littrow, người từng là giám đốc của Đài quan sát Vienna. Tên của nó được dùng để đặt cho nhóm tiểu hành tinh họ Augusta.